# 도가쿠시소바

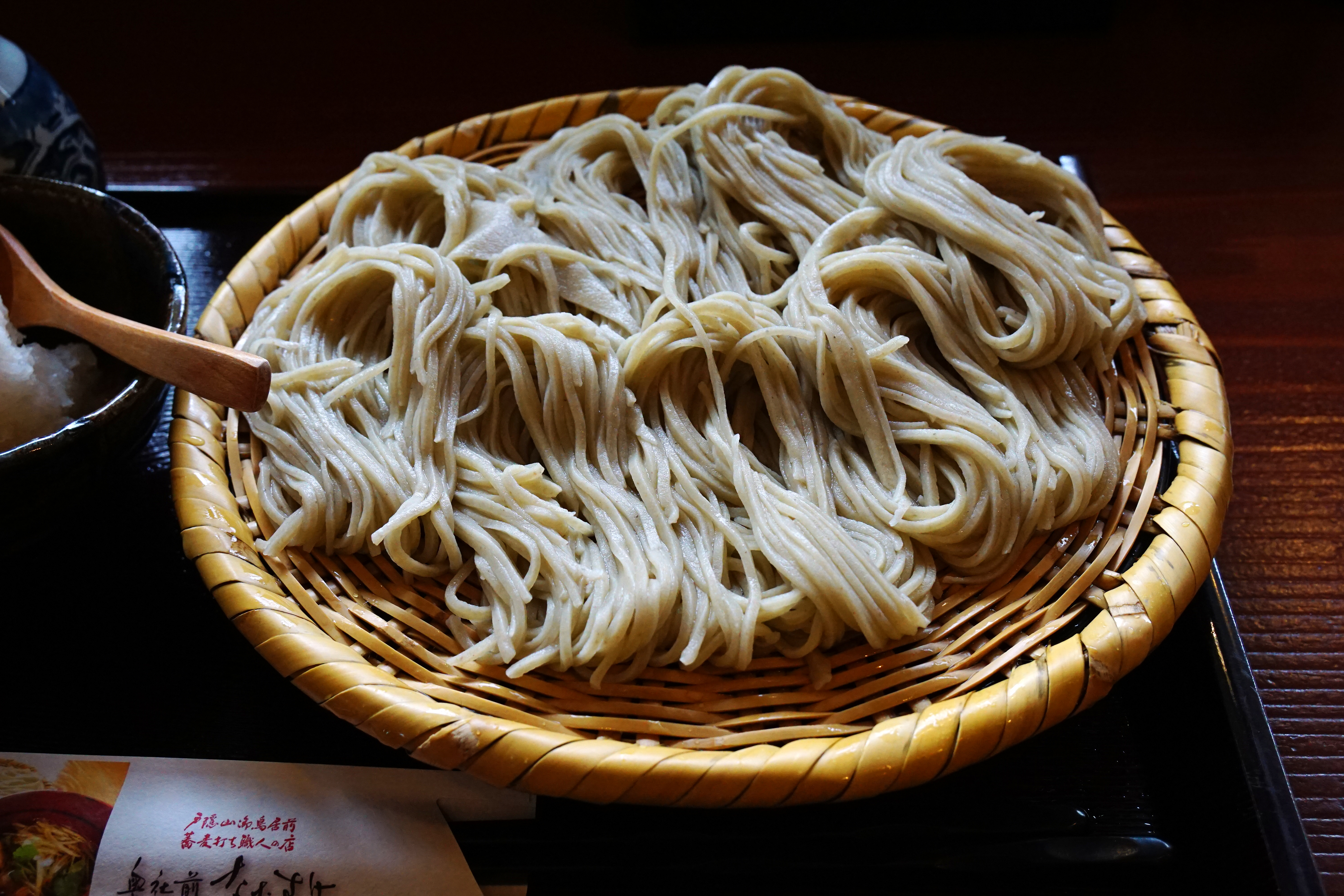
도가쿠시소바

도가쿠시소바(일본어: 戸隠そば)는 일본 나가노현 나가노시의 소바이다. 
이와테현의 완코소바, 시마네현의 이즈모 소바와 함께, 일본 3대 소바로 불리고 있다.